# Pablo Torre
Pablo Torre Carral (sinh ngày 3 tháng 4 năm 2003), thường được gọi là Pablo Torre, là một cầu thủ bóng đá chuyên nghiệp người Tây Ban Nha chơi ở vị trí tiền vệ tấn công cho câu lạc bộ Barcelona.

## Sự nghiệp câu lạc bộ

### Racing Santander
Sinh ra tại Soto de la Marina, Cantabria, Torre gia nhập đội trẻ của Racing de Santander vào năm 2015, từ CD Marina Sport. Vào ngày 15 tháng 4 năm 2020, anh ký hợp đồng chuyên nghiệp với câu lạc bộ đến tháng 6 năm 2025.
Vào ngày 19 tháng 7 năm 2020, Torre có trận ra mắt chuyên nghiệp cùng đội B trong trận hòa 1-1 trên sân khách trước Gimnástica de Torrelavega. Vào tháng 8, anh được tập luyện cùng đội một trong giai đoạn tiền mùa giải dưới sự dẫn dắt của huấn luyện viên Javi Rozada, và được đăng ký chính thức tại đội một vào tháng 9.
Vào ngày 18 tháng 10 năm 2020, Torre có trận ra mắt đội bóng trong trận đấu đầu tiên của Segunda División B 2020–21, trận đấu mà Racing hòa 1-1 trên sân nhà trước Club Portugalete. Vào ngày 21 tháng 2, anh ghi bàn thắng đầu tiên của mình trong chiến thắng 3–1 trên sân nhà trước CD Laredo; 6 ngày sau, anh có một cú đúp trong chiến thắng 4–0 trên sân khách của Barakaldo CF.
Torre nhận được chiếc áo số 10 vào mùa 2021–22. Anh đóng góp 10 bàn thắng trong 32 trận đấu, giúp Racing thăng hạng lên Segunda División.

### Barcelona
Vào ngày 4 tháng 3 năm 2022, Barcelona đạt được thỏa thuận chiêu mộ Torre với mức phí 5 triệu euro cùng với các biến phí. Ngày 16 tháng 6, anh ký hợp đồng với Barcelona đến tháng 6 năm 2026.

## Đời tư
Cha của anh là Esteban Torre, một cựu cầu thủ bóng đá từng chơi cho Racing Santander vào thập niên 1990.

## Thống kê sự nghiệp

### Câu lạc bộ
Tính đến 17 tháng 6 năm 2022
| Câu lạc bộ          | Mùa giải            | Giải đấu              | Giải đấu | Giải đấu | Cúp quốc gia | Cúp quốc gia | Châu lục | Châu lục | Khác | Khác | Tổng cộng | Tổng cộng |
| Câu lạc bộ          | Mùa giải            | Hạng đấu              | Trận     | Bàn      | Trận         | Bàn          | Trận     | Bàn      | Trận | Bàn  | Trận      | Bàn       |
| ------------------- | ------------------- | --------------------- | -------- | -------- | ------------ | ------------ | -------- | -------- | ---- | ---- | --------- | --------- |
| Rayo Cantabria      | 2019–20             | Tercera División      | —        | —        | —            | —            | —        | —        | 1    | 0    | 1         | 0         |
| Racing Santander    | 2020–21             | Segunda División B    | 24       | 4        | 1            | 0            | —        | —        | —    | —    | 25        | 4         |
| Racing Santander    | 2021–22             | Primera División RFEF | 31       | 10       | —            | —            | —        | —        | 1    | 0    | 32        | 10        |
| Tổng cộng           | Tổng cộng           | 55                    | 14       | 1        | 0            | —            | —        | 1        | 0    | 57   | 14        |           |
| Tổng cộng sự nghiệp | Tổng cộng sự nghiệp | Tổng cộng sự nghiệp   | 55       | 14       | 1            | 0            | 0        | 0        | 2    | 0    | 58        | 14        |

1. ↑  Ra sân tại trận play-offs thăng hạng lên Segunda División B 2020–21
2. ↑  Ra sân tại trận play-offs thăng hạng lên Segunda División 2022–23